# Lappersdorf
Lappersdorf là một đô thị ở huyện Regensburg, bang Bayern, Đức. Đô thị này tọa lạc bên sông Regen, 4 km về phía bắc của Regensburg.